# Koncert za hornu i orkestar u B-duru (Glière)
Koncert za hornu i orkestar u B-duru op. 91 je skladba klasične glazbe Reinholda Glièra iz 1951. godine. Napisan je za hornista Valerija Poleha, koji je sâm napisao kadencu iz prvog stavka. Koncert je među malobrojnim Glièrovim djelima koja se danas izvode i cijenjen je među hornistima.

## Nastanak
Reinhold Glière (rodno ime Reinhold Ernest Glier, kasnije uzeo Glière, Рейнгольд Морицевич Глиэр [Rejngold Moricevič Glier]; Kijev, 11. siječnja 1875. - Moskva, 23. lipnja 1956.) bio je ruski skladatelj, dirigent i pedagog. Glazbu je studirao na Moskovskom konzervatoriju, gdje je kasnije predavao kompoziciju. Zapamćen je kao učitelj Prokofjevu i Hačaturjanu. Počeo je skladati još za vrijeme školovanja. Iako je živio u razdoblju modernizma, njegova glazba je izrazito romantičarska. Skladao je oko 150 djela (opp. 1-100 i bez broja opusa), radeći prvenstveno s velikim formama (6 opera, 7 baleta, 3 simfonije), ali i s drugim manjim instrumentalnim i vokalnim oblicima. Njegova djela se danas rijetko izvode, osim Treće simfonije u h-molu "Ilja Muromec" op. 42, Koncerta za harfu i orkestar u Es-duru op. 74 i Koncerta za hornu i orkestar u B-duru op. 91.
Glière je Koncert za hornu i orkestar napisao za Valerija Poleha (Валерий Владимирович Полех, 1918. – 2006.), dugogodišnjeg prvog hornista Boljšog teatra u Moskvi (Большой театр - Veliko kazalište). Pri probi Glièrovog baleta "Brončani konjanik" (Медный всадник, op. 89) u Boljšom teatru 1949. godine Poleh je Glièru predložio da napiše koncert za hornu. U kasnijim susretima Poleh je demonstrirao mogućnosti horne, predložio je skladatelju nekoliko izmjena i napisao je solističku kadencu koja se standardno izvodi. Premijera je izvedena 10. svibnja 1951. u Sankt Peterburgu (tadašnjem Lenjingradu) i Poleh je na njoj bio solist na horni. Koncert je cijenjen među hornistima jer izvođaču pruža mnoge izazove i mogućnost da pokažu svestranost horne i njenu raskoš koja se rijetko nalazi u repertoaru.

## O glazbi
Orkestracija: 3 flaute, 2 oboe, 2 klarineta, 2 fagota, 3 horne, 2 trube, 3 trombona, tuba, timpani, udaraljke, harfa, gudači.
Tonalitet: B-dur
Glière ne uvodi inovacije u koncert, već se drži forme romantizma, s elementima ruskog folklora. Koncert ima 3 stavka po uobičajenom rasporedu, brzi - spori - brzi:
1. Allegro
2. Andante
3. Moderato – Allegro vivace

### 1.Allegro
Koncert otvara orkestar veličanstvenom temom koju zatim preuzima solist. Drugu kontrastnu tranquillo temu uvodi solist. Dvominutna solistička kadenca, izvorno Polehova, vodi u završnicu u marševskom ritmu.

### 2.Andante
U drugom stavku Glière koristi duge lirske pasaže da prikaže izražajne mogućnosti horne. Stavak počinje pjevljivom temom drvenih puhača, nakon koje solist uvodi novi materijal oko koga solist i orkestar vode dijalog. Stavak završava uvodnim materijalom.

### 3.Moderato – Allegro vivace
Klarinet i fagot uvode u treći stavak u tempu Moderato, za kojim slijedi plesni Allegro vivace. Instrumentacija od pianissima fagota do crescenda orkestara priprema ulazak solista. Tematski razgovor solista i orkestra s prijelazima između lirizma i virtuoznosti vodi u raskošno finale.
Trajanje koncerta je oko 26 minuta.